# Sigma-binding
Sigma-binding er en kemisk binding, som udgør en rotationssymmetrisk molekylær binding mellem to eller eventuelt flere atomer. En sigma-binding stærkere end en pi-binding.
De stærke sigma-bindinger opstår mellem kulstof og brint. Sigma-bindinger og atomkerner danner en flad plan. Når der dannes en binding, dannes der også en anti-binding.
De stærke sigma-bindinger repræsenteres af plastikstykker i molekylebyggesæt.